# Split/Second: Velocity
A Split/Second: Velocity (Észak-Amerikában és Japánban Split/Second) egy árkád versenyzős videójáték, melyet a Black Rock Studio fejlesztett és a Disney Interactive Studios adott ki. Microsoft Windows, PlayStation 3, és Xbox 360 platformokon jelent meg; 2009 márciusában mutatták be és 2010 májusában került az üzletek polcaira. 2010 végén PlayStation Portable-re is portolták.
A játékos egy fiktív televíziós valóságshowban vesz részt, ahol autóversenyzőként kell helytálljon. A versenypályák számos lerombolható, felrobbantható elemet tartalmaznak, melyek aktiválásával az ellenfeleket el lehet pusztítani, vagy legalábbis hátráltatni.

## Játékmenet
A Split/Second: Velocity egy árkád autóversenyzős játék. Többféle verseny érhető el: futamok ellenfelek ellen, időfutamok, vagy túlélő futamok. Különböző vezetési technikák bemutatásával a versenyző feltölthet egy úgynevezett „power play”-mérőt, majd a töltés szintjétől függően különleges eseményeket indíthat (rövidítő utak nyitása, vagy az ellenfeleket hátráltató vagy elpusztító robbanások, katasztrófák). Ezeket az eseményeket a számítógépes ellenfelek szintén aktiválhatják.
A fő játékmódban (Season) 12 bajnokságon keresztül kell helytállni, melyek mindegyike hat futamból áll. Az eredményektől függően új autók, pályák, játékmódok, és további bajnokságok lesznek elérhetőek. Ezen kívül többjátékos módok is rendelkezésre állnak: osztott képernyő (split screen) vagy online versenyzés.

## Letölthető tartalom
A Time savers DLC a játék kiadásakor jelent meg, és elérhetővé teszi az összes autót és pályát, anélkül hogy a játékos végig kell szenvedje a bajnokságokat. A High Octane Supercar DLC-t 2010 augusztusában adták ki, és új autókat tartalmazott. A következő tartalmak a Survival at the Rock (egy új pálya és egy új játékmód), a Deadline (új autók és egy további játékmód), és az utolsóként kiadott Quarry Onslaught csomag (egy új pálya és egy új játékmód).

## Fogadtatása
| Összegzőoldal | Értékelés                                  |
| ------------- | ------------------------------------------ |
| GameRankings  | 84% (PS3) 83% (Xbox 360) 83% (PC)          |
| Metacritic    | 83/100 (PS3) 82/100 (Xbox 360) 82/100 (PC) |

| Szerző        | Értékelés                |
| ------------- | ------------------------ |
| 1Up.com       | A (PS3/Xbox 360)         |
| Eurogamer     | 8/10 (PC/PS3/Xbox 360)   |
| Game Informer | 8,25/10 (PS3/Xbox 360)   |
| GameSpot      | 7,5/10 (PC/PS3/Xbox 360) |
| GameTrailers  | 8,4/10 (PC/PS3/Xbox 360) |
| Giant Bomb    | 4/5 (PC/PS3/Xbox 360)    |
| IGN           | 8,5/10 (PC/PS3/Xbox 360) |

A Split/Second: Velocity pozitív értékeléseket kapott; a Metacritic összesítő oldalon a PlayStation, PC és Xbox 360 verziók 83, illetve 82 pontot kaptak.

## Fordítás
- Ez a szócikk részben vagy egészben  a   Split/Second című angol Wikipédia-szócikk fordításán alapul.  Az eredeti cikk szerkesztőit annak laptörténete sorolja fel. Ez a jelzés csupán a megfogalmazás eredetét és a szerzői jogokat jelzi, nem szolgál a cikkben szereplő információk forrásmegjelöléseként.